# Leszek Rycek
Leszek Rycek (ur. 18 maja 1963, zm. 31 października 2018 w Brzegu Dolnym) – polski piłkarz.

## Życiorys
Był wychowankiem Górnika Wałbrzych. Do pierwszego składu został włączony przed sezonem 1981/1982. W 1983 roku był członkiem drużyny, która wywalczyła awans do I ligi. Na wiosnę 1984 roku przeniósł się do Zagłębia Sosnowiec, w którego barwach rozegrał 70 meczów, zdobywając 8 bramek. Następnie występował w ŁTS Łabędy, Piaście Gliwice i Hejnale Kęty. Karierę piłkarską zakończył w latach 90. XX wieku w Niemczech. Po powrocie do Polski mieszkał w Brzegu Dolnym, gdzie zmarł.